# فراس کیلانی
فراس کیلانی (انگلیسی: Feras Kilani؛ زادهٔ ۲ آوریل ۱۹۷۶) روزنامه‌نگار، فیلم‌ساز و خبرنگار بی‌بی‌سی فلسطینی-بریتانیایی است.

## حرفه
کیلانی فعالیت رسانه ای خود را از سال ۱۹۹۵ در تلویزیون دولتی سوریه در دمشق آغاز کرد و در آنجا به عنوان کارگردان و مستندساز کار کرد که تا سال ۲۰۰۶، برای پیوستن به شبکه البیان به امارات متحده عربی رفت.
کیلانی در سال ۲۰۰۹ به شبکه جهانی بی‌بی‌سی پیوست، در زمان حضور خود در بی‌بی‌سی، وی سردبیر دو برنامه عربی شد. او بیشتر به دلیل پوشش خبری در مناطق جنگی در خاورمیانه، به ویژه گزارش از لیبی، عراق و سوریه، شناخته شده‌است.
وی در پی تهیه گزارش در لیبی و عراق چندین مرتبه مورد ضرب و شتم و دستگیری قرلر گرفته‌است.